# Storbackens naturreservat
Storbackens naturreservat är ett naturreservat i Lycksele kommun i Västerbottens län.
Området är naturskyddat sedan 2019 och är 25 hektar stort. Reservatet ligger nordväst om Storbacksjön och består av granskog med inslag av tall och lövträd.